# Жизнь и смерть порнобанды
«Жизнь и смерть порнобанды» (серб. Живот и смрт порно банде) — фильм сербского режиссера Младена Джорджевича, выпущенный в 2009 году. В центре сюжета — участники гастролирующего по Сербии секс-шоу, которые снимают порнографические снафф-видео. Фильм получил ряд наград на международных фестивалях. Реакция критиков на картину была неоднозначной: обозреватели положительно оценили культурный и политический подтекст фильма, но негативно отозвались о сбивчивом повествовании и обилии сцен секса и насилия. 

## Сюжет
В фильме рассказывается история Марко, молодого режиссера андеграундного кино, который после неудачных попыток записать свой первый художественный фильм знакомится с порнорежиссером Цане, который предлагает ему съемки совместных фильмов. После конфликта с Цане Марко вынужден выйти из дела. Он самостоятельно открывает порно-кабаре, в котором проводит секс-шоу на социально-политические темы. Одно из таких представлений прерывает брат Цане, сотрудник полиции. Последовавший скандал в прессе вынуждает Марко принять решение покинуть со своей командой Белград и отправиться в тур по Сербии. После ряда представлений у Марко возникают конфликты с возмущенными зрителями, с которыми они сталкиваются в деревнях. Марко знакомится с немецким журналистом Францем, который очарован Балканами, и который предлагает снять для него фильм с аутентичными сценами секса и насилия. В качестве жертв он рекомендует использовать добровольцев, которые «не заботятся о жизни».

## В ролях
| Актёр               | Роль   |
| ------------------- | ------ |
| Михайло Йованович   | Марко  |
| Ана Акимович        | Уна    |
| Срболюб Милин       | Франц  |
| Радивой Кнежевич    | Джони  |
| Предраг Дамньянович | Ваня   |
| Наташа Мильюс       | София  |
| Бойан Зогович       | Драган |
| Иван Джорджевич     | Цеце   |
| Срджан Йованович    | Макс   |
| Александр Глигорич  | Раде   |

## Награды
- 2009 — Специальный приз жюри Boston Underground Film Festival
- 2009 — Премия Фестиваля киносценариев в Врнячка-Бане
- 2010 — Премия Fantasia Film Festival за лучший сценарий
- 2010 — Премия Fantaspoa International Fantastic Film Festival (лучший фильм)
- 2010 — Специальная премия FEST International Film Festival
- 2010 — Премия Grossmann Fantastic Film and Wine Festival (лучший фильм)